# Gare de Lower Sydenham
La gare de Lower Sydenham (en anglais : Lower Sydenham railway station), est une gare ferroviaire de la Mid-Kent (en), en zone 4 Travelcard. Elle  est située sur la Westerley Crescent à Sydenham, sur le territoire du  borough londonien de Bromley, dans le Grand Londres.
C'est une gare Network Rail desservie par des trains Southeastern de National Rail.